# 第一次世界大战爆发原因

戰前不久的歐洲外交聯盟。戰爭開始後不久，奧斯曼帝國就加入了同盟國。 意大利在1914年保持中立，並在1915年加入了協約國

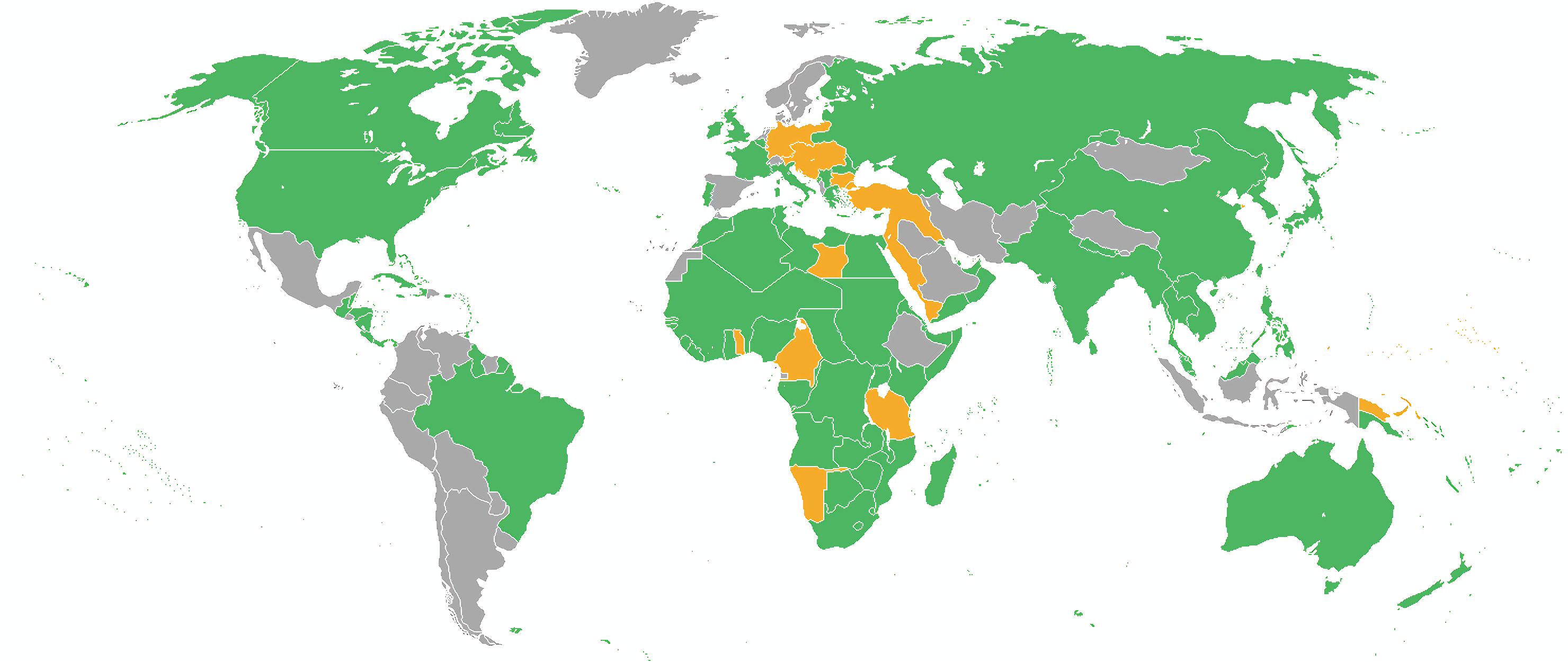
1917年第一次世界大戰參加國的世界地圖。綠色是協約國，橙色為同盟國，灰色為中立國家

第一次世界大戰的爆发原因目前仍然是有爭議的。第一次世界大戰於1914年7月28日在巴爾幹開始，於1918年11月11日結束，造成了1700萬人死亡和2500萬人受傷。另外，1918年后的许多冲突可以认为是第一次世界大战的延续，比如俄国内战。
從長遠來看，學者試圖解釋為什麼兩個對立的大國集團（德意志帝國和反對俄國的奧匈帝國；法國，大英帝國以及後來的美國）會在1914年發生衝突。他們著眼於研究以下因素：政治、領土和經濟競爭；聯盟和陣營的複雜網絡；軍國主義、帝國主義、民族主義的發展；奧斯曼帝國的衰敗造成的權力真空，等。其他重要的長期或結構性因素包括尚未解決的領土爭端、歐洲大陸均勢的瓦解、混亂和支離破碎的政府治理、前幾十年的軍備競賽和安全困境、进攻主义、以及軍事計劃。 
許多學者在尋求短期對爆發原因的分析和理解，並探索1914年夏天的危機是否導致後續的衝突不可避免。直接的危機在於政治家和軍事將領在七月危機期間做出的決定，而這一危機這是由波斯尼亞塞族民族主義者加夫里洛·普林齐普暗殺了奧地利大公弗朗茲·費迪南觸發的。隨著奧匈帝國與塞爾維亞（由俄國支持）之間的衝突不斷升級，其盟國德國與法國、比利時和英國的關係也迅速惡化。其他促成這場外交危機的因素包括國家之間的誤解和不信任（例如德國認為英國將保持中立）、對戰爭不可避免的宿命論以及由於拖延和誤解而加劇的危機傳播。
這場危機是在1914年之前的幾十年中，各列強（意大利，法國，德國，英國，奧匈和俄羅斯）在歐洲和殖民問題上發生了一系列外交衝突，最终形成了高度紧张的局势。而這一系列衝突可以追溯到自1867年以來歐洲均勢的變化。
关于战争起源的问题仍未达成共识，因为历史学家对关键因素持有不同看法，并对各种因素的侧重点也有所不同。随着时间的推移，历史论点不断发生变化，特别是随着历史档案逐步解密，以及历史学家的观点和意识形态的变化，情况变得更加复杂。历史学家之间最深的分歧在于，一部分认为德国和奥匈帝国是推动战争的主要力量，而另一些则认为是高层决策者与当时局势变化的互动造成了战争。其他的分歧在于，有人认为德国蓄意策划了欧洲战争，有人认为战争在很大程度上是没有计划的，但主要还是由于德国和奥匈帝国冒险而引起的；还有人认为部分或全部其他大国（俄罗斯、法国、塞尔维亚、英国）在引发战争方面发挥了比传统观点中更重要的作用。